# Вайсенберг (Верхняя Лужица)
Ва́йсенберг или Во́спорк (нем. Weißenberg; в.-луж. Wóspork Wósporkо файле) — город в Германии, в земле Саксония. Подчинён административному округу Дрезден. Входит в состав района Баутцен. Население составляет 3375 человек (на 31 декабря 2010 года). Занимает площадь 50,92 км². Официальный код — 14 2 72 380.

## Административное деление
Город подразделяется на 15 городских районов:
1. Белгерн (Бела-Гора) вместе с деревней Нойбелгерн (Нова Бела-Гора)
2. Вайха (Виховы)
3. Вуйшке (Вуйежк)
4. Вуршен (Ворцын)
5. Грёдиц (Гроджишчо) вместе с деревней Форверк (Вудвор)
6. Грубе (Яма)
7. Дреза (Дрожджий)
8. Зерка (Жарки)
9. Кортниц (Хортница)
10. Котиц (Котецы)
11. Лауске (Луск)
12. Мальтиц (Малечицы)
13. Нехерн (Нехорнь)
14. Ностиц (Носачицы) вместе с деревней Траушвиц (Трушецы)
15. Шпиттель (Шпикалы)

Входит в состав культурно-территориальной автономии «Лужицкая поселенческая область», на территории которой действуют законодательные акты земель Саксонии и Бранденбурга, содействующие сохранению лужицких языков и культуры лужичан.

## Население
Официальным языком в населённом пункте, помимо немецкого, является лужицкий.
Согласно статистическому сочинению «Dodawki k statisticy a etnografiji łužickich Serbow» Арношта Муки в 1884 году в Вайсенберге проживало 1242 жителей (из них — 300 лужичанина (24 %)).
Лужицкий демограф Арношт Черник в своём сочинении «Die Entwicklung der sorbischen Bevölkerung» указывает, что в 1956 году при общей численности в 1393 человека серболужицкое население Вайсенберга составляло 5,8 % (из них 42 взрослых владели активно верхнелужицким языком, 26 взрослых — пассивно; 13 несовершеннолетних свободно владели языком).

## Достопримечательности
- Заповедник «Грёдицер-Скала», находящийся в одном километре на северо-запад от города.